# Televisão no Peru
A televisão no Peru tem uma história de mais de cinquenta anos. Existem 105 emissoras de televisão no Peru, 22 das quais em Lima. Em relação aos receptores de televisão, em 2003 havia 5.470.000 - ou seja, 200 televisores para cada mil habitantes. O número de assinantes de cabo foi de 967.943 em 2011.

## História
A primeira transmissão experimental de televisão no Peru ocorreu em 21 de setembro de 1939, transmitindo um filme e um programa artístico da escola Nossa Senhora de Guadalupe, em Lima. Outra transmissão de teste foi feita por Antonio Pereyra, do Hotel Bolivar, em 28 de maio de 1954. Em 17 de janeiro de 1958, o Ministério da Educação e a UNESCO inauguraram o Canal 7 do Estado e realizaram uma transmissão de teste. A primeira transmissão televisiva comercial foi no Canal 4 Radio America, em Lima, em 15 de dezembro de 1958, por Nicanor González e José Antonio Umbert. A criação da Rádio América foi possível devido a um acordo com a NBC e a RCA.
Várias estações de televisão comerciais seguiram, incluindo o Canal 2 (Radiodifusora Victoria S.A.), o Canal 13 - depois mudaram para o Canal 5 (Panamericana Televisión S.A.), Canal 9 (Companhia Peruana de Rádio e TV Produções), Canal 11 (Bego Televisión S.A.). Muitos deles logo adquiriram - ou foram associados a - estações fora do Metropolitan Lima. Em apenas dois meses, novembro e dezembro de 1959, as lojas de Lima registraram vendas de 10.000 televisores, e anúncios de página inteira em jornais e revistas anunciaram o início da era da televisão no Peru. Em abril de 1960, havia 55 mil televisores operando na capital peruana. O crescimento foi explosivo, considerando o fato de que em 1958 havia apenas 5.000 televisores.

## Canais

### Televisão aberta de abrangência nacional
Estes são os canais de televisão disponíveis em sinal aberto a nível nacional, quer por frequências analógicas (VHF/UHF) quer por meio do sistema de televisão digital terrestre.
| Estaciones de Televisão | Início | Sede | Proprietário                                             |
| ----------------------- | ------ | ---- | -------------------------------------------------------- |
| TV Perú                 | 1958   | Lima | IRTP                                                     |
| TV Perú HD              | 2010   | Lima | IRTP                                                     |
| TV Noticias 7.3         | 2013   | Lima | IRTP                                                     |
| IPe                     | 2016   | Lima | IRTP                                                     |
| Latina Televisión       | 1983   | Lima | Grupo Enfoca                                             |
| América Televisión      | 1958   | Lima | Grupo Plural TV                                          |
| Panamericana Televisión | 1959   | Lima | Grupo Enfoca Telespectra Global Corporation & Consulting |
| ATV                     | 1983   | Lima | Grupo ATV                                                |
| NexTV                   | 2017   | Lima | Grupo ATV                                                |
| La Tele                 | 2009   | Lima | Grupo ATV                                                |